# Syrrhaptes paradoxus
La ganga de Pallas (Syrrhaptes paradoxus) es una especie de ave de la familia Pteroclididae nativa de Asia. El nombre común de la especie conmemora al zoólogo alemán Peter Simon Pallas.

## Descripción
Mide entre 30 y 41 cm de longitud, la cabeza y el cuello son pequeños, similar a las palomas, pero el cuerpo es robusto y compacto. Tiene las alas y la cola puntiagudas y largas, y las patas y dedos emplumados. El plumaje es de color de ante, barrado en la parte superior, con un parche negro en el vientre y las supracaudales pálidas. El vientre negro y supracaudales pálidas distinguen a esta especie de la ganga tibetana. El macho se distingue por la cabeza y el pecho gris y la cara anaranjada. Sin embargo, la hembra tiene un plumaje más apagado y carece de la banda gris en el pecho, aunque tiene más rayas en las partes superiores.

## Comportamiento

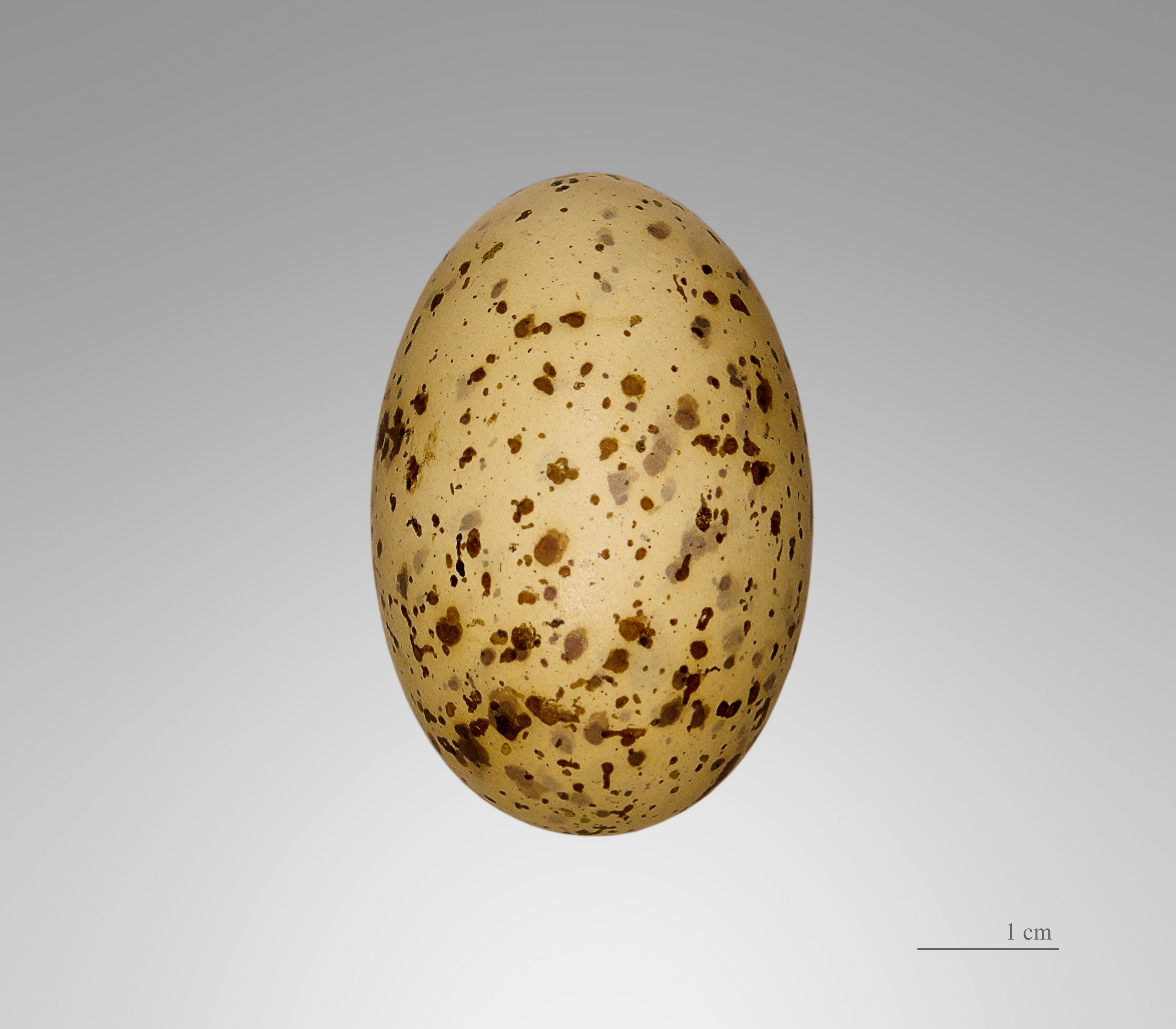
Huevo de Syrrhaptes paradoxus

Esta especie se reproduce a través de las latitudes medias de Asia central, en las estepas secas y hábitats similares. Su nido es una rascadura en la tierra en la que se ponen de 2 a 3 huevos de color verdoso con manchas crípticas. Es migrante parcial, especialmente en la parte norte de su área de distribución en Kazajistán y Mongolia, pero la extensión y la distancia del movimiento hacia el sur en invierno depende de la cantidad de nieve.
Ocasionalmente irrumpe desde su gama reproducción y de invernada regular a través de Europa, llegando tan al oeste como Gran Bretaña, donde se ha reproducido, e Irlanda. Las razones de estos movimientos notables no se entienden completamente, pero se han vuelto menos frecuentes, probablemente debido a la contracción de su área de distribución en Siberia occidental y que las estepas se vuelven más agrícolas.
Debido a su dieta principalmente de semillas secas, la ganga necesita beber un gran volumen de agua. La morfología de las alas le permite un vuelo rápido con velocidades registradas de hasta 64 km/h. Grandes bandadas de varios miles de individuos vuelan a los abrevaderos al amanecer y al anochecer haciendo rotaciones de hasta 121 km por día. Los progenitores masculinos empapan el plumaje del pecho en el agua mientras beben, lo que les permite a sus polluelos beber de la humedad absorbida a su regreso.
Marco Polo menciona un ave llamada Bargherlac en Los viajes de Marco Polo. Esta es probablemente una ganga de Pallas (Syrrhaptes paradoxus).